# SK Třebechovice pod Orebem (lední hokej)
SK Třebechovice pod Orebem (celým názvem: Sportovní klub Třebechovice pod Orebem) je český klub ledního hokeje, který sídlí ve městě Třebechovice pod Orebem v Královéhradeckém kraji. Založen byl v roce 1933. Od sezóny 2006/07 působí v Královéhradecké krajské lize, čtvrté české nejvyšší soutěži ledního hokeje. Klubové barvy jsou červená, bílá a modrá.
Své domácí zápasy odehrává na zimním stadionu Třebechovice pod Orebem s kapacitou 600 diváků.

## Přehled ligové účasti
Stručný přehled
Zdroj: 
- 2003–2006: Královéhradecká a Pardubická krajská liga – sk. A (4. ligová úroveň v České republice)
- 2006– : Královéhradecká krajská liga (4. ligová úroveň v České republice)

Jednotlivé ročníky
Zdroj: 
Legenda: ZČ - základní část, červené podbarvení - sestup, zelené podbarvení - postup, fialové podbarvení - reorganizace, změna skupiny či soutěže
| Česko (2003 – ) |                                                   |           |          |                                       |              |
| Sezóny          | Soutěž                                            | Úroveň    | ZČ       | Play-off, nadstavba, sk. o udržení... | Poznámky     |
| 2003/04         | Královéhradecká a Pardubická krajská liga – sk. A | 4. úroveň | 6. místo | Skupina o umístění (15. místo)        |              |
| 2004/05         | Královéhradecká a Pardubická krajská liga – sk. A | 4. úroveň | 8. místo | Skupina o umístění (11. místo)        |              |
| 2005/06         | Královéhradecká a Pardubická krajská liga – sk. A | 4. úroveň | 8. místo | Skupina o umístění A (5. místo)       | Reorganizace |
| 2006/07         | Královéhradecká krajská liga                      | 4. úroveň | 7. místo | Nemistrovská skupina (3. místo)       |              |
| 2007/08         | Královéhradecká krajská liga                      | 4. úroveň | 6. místo | Nemistrovská skupina (3. místo)       |              |
| 2008/09         | Královéhradecká krajská liga                      | 4. úroveň | 8. místo | Nemistrovská skupina (2. místo)       |              |
| 2009/10         | Královéhradecká krajská liga                      | 4. úroveň | 2. místo | Vítěz                                 | Kvalifikace  |
| 2010/11         | Královéhradecká krajská liga                      | 4. úroveň | 4. místo | Zápas o 5. místo (výhra)              |              |
| 2011/12         | Královéhradecká krajská liga                      | 4. úroveň | 4. místo | Mistrovská skupina (6. místo)         |              |
| 2012/13         | Královéhradecká krajská liga                      | 4. úroveň | 4. místo | Zápas o 7. místo (prohra)             |              |
| 2013/14         | Královéhradecká krajská liga                      | 4. úroveň | 8. místo | Baráž o KLM (3. místo)                |              |
| 2014/15         | Královéhradecká krajská liga                      | 4. úroveň | 4. místo | Zápas o 3. místo (výhra)              |              |
| 2015/16         | Královéhradecká krajská liga                      | 4. úroveň | 7. místo | Baráž o KLM (2. místo)                |              |
| 2016/17         | Královéhradecká krajská liga                      | 4. úroveň | 5. místo | Čtvrtfinále                           |              |
| 2017/18         | Královéhradecká krajská liga                      | 4. úroveň | 2. místo | Finále                                |              |
| 2018/19         | Královéhradecká krajská liga                      | 4. úroveň | 7. místo | Čtvrtfinále                           |              |
| 2019/20         | Královéhradecká krajská liga                      | 4. úroveň |          |                                       |              |